# Ungarisches Militärordinariat
Das Ungarische Militärordinariat ist ein Militärordinariat in Ungarn und zuständig für die Ungarischen Streitkräfte.

## Geschichte
Das Ungarische Militärordinariat betreut Angehörige der ungarischen Streitkräfte katholischer Konfessionszugehörigkeit seelsorgerisch. Es wurde durch Papst Johannes Paul II. am 18. April 1994 als Diözese errichtet. Nach gegenseitigem Beschluss zwischen dem Heiligen Stuhl und der Republik Ungarn befindet sich der Sitz des ungarischen Militärordinariats in Budapest.
| Militärbischöfe in Ungarn |                |                            |                   |                   |
| Nr.                       | Name           | Amt                        | von               | bis               |
| 1                         | Gáspár Ladocsi | Titularbischof von Sebarga | 18. April 1994    | 28. November 2001 |
| 2                         | Tamás Szabó    |                            | 28. November 2001 | 15. März 2007     |
| 3                         | László Bíró    |                            | 20. November 2008 | 18. Februar 2021  |
| 4                         | Tibor Berta    |                            | 18. Februar 2021  |                   |